# Communauté de communes d’Avranches
Die Communauté de communes d’Avranches ist ein ehemaliger Gemeindeverband (Communauté de communes) im französischen Département Manche in der damaligen Region Basse-Normandie. Er wurde am 1. Januar 1993 gegründet.

## Mitgliedsgemeinden
| - Avranches - Chavoy - La Godefroy - La Gohannière - Le Val-Saint-Père - Marcey-les-Grèves | - Plomb - Pontaubault - Ponts - Saint-Brice - Saint-Jean-de-la-Haize | - Saint-Loup - Saint-Martin-des-Champs - Saint-Ovin - Saint-Senier-sous-Avranches - Vains |